# Mua rừng trắng
Mua rừng trắng hay ném lượt trắng, bo Nam Bộ (danh pháp: Blastus cochinchinensis) là một loài thực vật có hoa trong họ Mua. Loài này được Lour. mô tả khoa học đầu tiên năm 1790.

## Hình ảnh

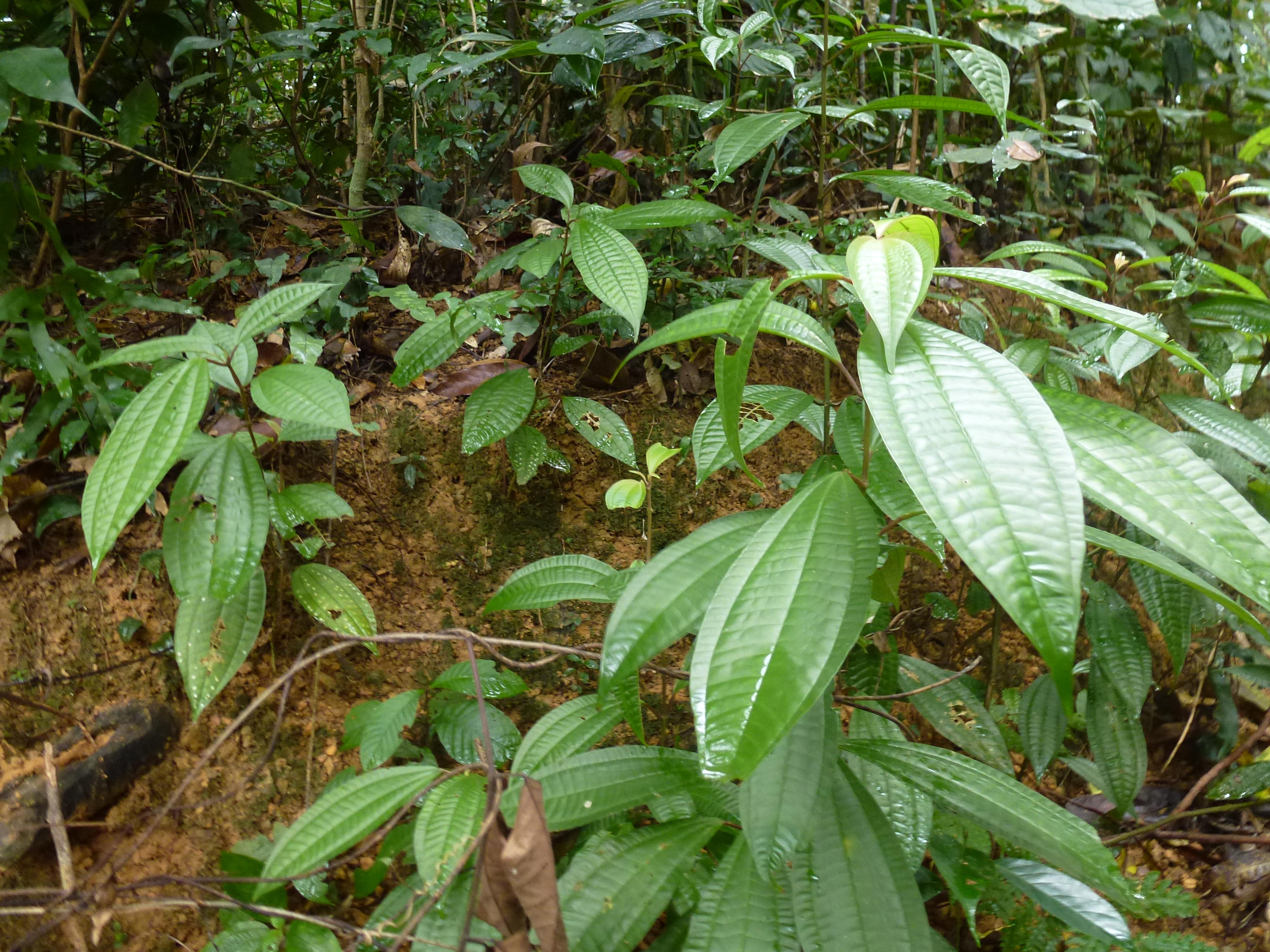
Mua rừng trắng chụp tại Vườn quốc gia Bến En, Thanh Hóa, Việt Nam
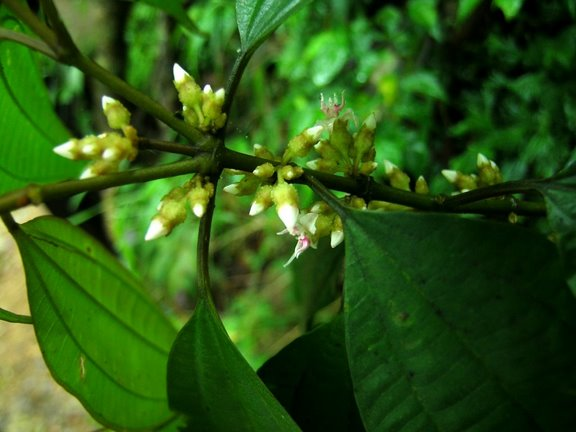
Hoa mua rừng trắng